# 257-й окремий навчальний інженерно-саперний батальйон (Україна)
257 окремий навчальний інженерно-саперний батальйон (257 ОНІСБ) — навчальна частина з підготовки фахівців для інженерно-саперних частин, що існувала до 2003 року. За організаційно-штатною структурою батальйон входив до складу 169 навчального центру Сухопутних військ Збройних сил України.

## Історія

### Друга світова війна
Свою історію батальйон починає від 3-го окремого гвардійського повітрянодесантного саперного батальйону, який було сформовано з 13 по 18 грудня 1942 р. в с. Федорівське Кіржацького району Івановської області. За виконання завдання щодо формування у найкоротший час батальйону в день формування було присвоєно почесне звання — гвардійського. Через півтора місяці після сформування гвардійці у складі 5-ї повітрянодесантної дивізії здійснили марш на фронт де 14 березня 1943 р. під с.Черенчиц Ленінградської обл. на р.Ловать вступили у свій перший бій.

Церква Вознесіння Господнього в с. Федорівське

В кінці серпня батальйон було перекинуто на південь де він під с. Каплунівка вступив в бої за територію України. В перших же боях за сміливі дії по відновленню моста на р.Мойка особовий склад взводу лейтенанта Хайкіна було удостоєно державних нагород. У вересні ж особовий склад батальйону виконував завдання по мінуванню переднього краю оборони на рубежі Котельва-Михайлівка де було встановлено 1300 протитанкових мін. За сміливість виявлену при мінуванні, чотирьох офіцерів було нагороджено орденом Червоної Зірки, одного сержанта медаллю «За відвагу» та трьох солдатів медаллю «За бойові заслуги».
У битві за Дніпро гвардійці забезпечуючи переправу через річку 5-ї гвардійської повітряно-десантної дивізії в районі с. Власівка на північний захід від м.Кременчук. Переправивши на правий берег Дніпра частини дивізії батальйон форсував водну перешкоду в райні с. Максимівка і почав діяти по розширенню плацдарму в районі Новогеоргіївська.
Під час Корсунь-Шевченківської операції батальйон виконував завдання по інженерному забезпеченню наступу дивізії.
Протягом березня 1944 року гвардійці-сапери забезпечували подолання частинами дивізії річку Південний Буг в районі села Хащувате та річку Дністер в районі села Кузьмін. За цей час особовим складом батальйону було побудовано та відновлено п'ять мостів, одна десантна та одна поромна переправа.
З кінця червня особовий склад батальйону займався інженерним обладнанням оборони дивізії на ділянці Ясси-Магуреле. Під час виконання цих бойових завдань відзначились сапери-розвідники які 16 липня захопили німецького обер-єфрейтора який дав цінні дані для подальшого наступу.

Річка Прут біля с. Леушень

28 серпня о 8 годині батальйон перейшов Радянсько-Румунський кордон через р. Прут в районі с. Леушень та вступив на територію Румунії. При веденні дивізією боїв по знищенню противник, який прорвався з кишинівського оточення, гвардійці виконували бойове завдання в районі с. Єзєру. Після цього 15 вересня батальйон було відправлено в тил, в район ст.Ситниця на північний схід від м. Луцька, де з 25 вересня особовий склад батальйону займався бойовою підготовкою та будівництвом доріг на волинських болотах.
На початку листопада гвардійці знову відбули на фронт і через два тижні вивантажилися на ст. Тимішоара. Вже в грудні місяці батальйон у складі 5-ї повітряно-десантної дивізії брав участь у боях по знищенню будапештського угрупування німців у ході яких загинули найкращі сапери-розвідники двічі орденоносці ст. сержант Сонін, сержант Спиридонов Н. Т., сержант Поркалов та єфрейтор Рисков Г. А.
1 квітня 1945 року сапери перейшли Угорсько-Австійський кордон південніше від озера Нойзідлер і зосередилися на відпочинок на північний захід від с. Тортгин. В квітні ж особовий склад батальйону брав участь у боях по звільненню м. Відень, за успішні дії в ході якого, йому було оголошено подяку Верховного Головнокомандувача СРСР. По звільненню столиці Австрії особовий склад батальйону виконував завдання по очищенню міста від вибухонебезпечних предметів. 26 квітня за виконання бойових операцій Указом Президії Верховної Ради СРСР батальйон було нагороджено орденом Червоної зірки.

### Післявоєнний період

Бойовий шлях батальйону

По закінченню війни гвардійці перебували на території Австрії до січня 1946 року. 10 січня вже як 147-й гвардійський окремий ордена Червоної Зірки саперний батальйон частина була завантажена на ст. Амштеттен і відправлена до СРСР на ст. Миргород Полтавської обл.
За два з половиною роки війни особовим складом батальйону було встановлено близько 5 000 протитанкових та 4 000 протипіхотних мін, побудовано та відремонтовано близько 30 мостів, відновлено близько 13 000 погонних метрів доріг, це не рахуючи проходи в мінних та інженерних загородженнях, обладнання командних пунктів та вогневих точок.
1 листопада 1959 р. батальйон у складі 112-ї стрілецької дивізії було передислоковано в район с. Виповзів. У 1964 р. частину було переформовано у 257-й окремий навчальний інженерно-саперний батальйон, який займався підготовкою фахівців для інженерно-саперних частин.

### У Збройних силах України
У 2003 р. батальйон було розформовано, а інженерно-саперну роту введено до складу 507-го окремого навчального ремонтно-відновлювального батальйону.